# سازمان آتش‌نشانی و خدمات ایمنی ایرلند شمالی
سازمان آتش‌نشانی و خدمات ایمنی ایرلند شمالی (انگلیسی: Northern Ireland Fire and Rescue Service) که به‌اختصار «NIFRS» نامیده می‌شود، به سرویس خدمت‌رسانی قانونی آتش‌نشانی و امداد در ایرلند شمالی گفته می‌شود که کارش را زیر نظر یک شورا به همین نام انجام می‌دهد. این شورا خود، زیرمجموعه‌ای از وزارت بهداشت آن کشور است.
سازمان آتش‌نشانی و خدمات ایمنی ایرلند شمالی ۲٬۲۳۰ کارمند و پرسنل دارد و کلِ خاک ایرلند شمالی (۱۴٬۰۰۰ کیلومتر مربع) را پوشش می‌دهد که جمعیتی در حدود ۱٫۷۱ میلیون نفر را شامل می‌شود.